# Sicko Mode
Sicko Mode è un singolo del rapper statunitense Travis Scott, pubblicato il 21 agosto 2018 come secondo estratto dal terzo album in studio Astroworld.

## Descrizione
Il brano, che conta la presenza non accreditata del rapper canadese Drake, contiene un campionamento proveniente da Gimme the Loot di Notorious B.I.G.. Il 28 novembre 2018 è stato pubblicato un remix della canzone realizzato dal DJ e produttore discografico Skrillex.

## Promozione
Il brano è diventato popolare anche per la resa di gran qualità nelle esibizioni in live di Scott, quasi sempre accompagnato da Drake. Il 14 ottobre 2018, i due si sono esibiti al concerto di Los Angeles del rapper canadese, accompagnati dal cestista statunitense LeBron James. Il 4 febbraio 2019 Travis Scott si è esibito in Sicko Mode nel corso dell'halftime show del cinquantatreesimo Super Bowl, accompagnato da Adam Levine dei Maroon 5.

## Accoglienza
Pitchfork ha eletto Sicko Mode la diciannovesima miglior canzone del 2018.

## Video musicale
Il video musicale, diretto da Dave Meyers e da Scott stesso, è stato reso disponibile il 19 ottobre 2018.

## Tracce
Testi e musiche di Jacques Webster, Aubrey Graham, Khalif Brown, John Edward Hawkins, Rogét Chahayed, Chauncey Hollis, Ozan Yildirim, Cydel Young, Tim Gomringer, Kevin Gomringer, Brytavious Chambers, Mike Dean, Mirsad Dervic, Luther Campbell, Harry Wayne Casey, Richard Finch, Christopher Wallace, Osten Harvey, Bryan Higgins, Trevor Smith, James Jackson, Malik Taylor, Keith Elam, Christopher Martin, Kamaal Fareed, Ali Shaheed Muhammad, Tyrone Taylor, Fred Scruggs, Kirk Jones e Chylow Parker.
Download digitale
1. Sicko Mode – 5:12

Download digitale – Skrillex Remix
1. Sicko Mode (con Skrillex) (Skrillex Remix) – 5:04

CD, MC
1. Sicko Mode – 5:16
2. Sicko Mode (Skrillex Remix) – 5:05

7"
- Lato A

1. Sicko Mode – 5:13

- Lato B

1. Sicko Mode (Skrillex Remix) – 5:04

## Formazione
Musicisti
- Travis Scott – voce
- Drake – voce aggiuntiva
- Swae Lee – voce aggiuntiva
- Big Hawk – voce aggiuntiva
- Mirsad Dervic – strumentazione

Produzione
- Hit-Boy – produzione
- OZ – produzione
- Tay Keith – produzione
- Cubeatz – produzione
- Rogét Chahayed – produzione
- Mike Dean – produzione aggiuntiva, missaggio, mastering
- Travis Scott – registrazione, missaggio
- Jon Sher – assistenza alla registrazione
- Ben Sedano – assistenza alla registrazione
- Sean Solymar – assistenza al missaggio
- Jimmy Cash – assistenza al missaggio
- Tom Norris – assistenza alla produzione, assistenza al missaggio (remix)

## Successo commerciale
Sicko Mode ha esordito al 4º posto della Billboard Hot 100 nella sua prima settimana di pubblicazione. In seguito all'uscita del videoclip, il brano ha raggiunto la 2ª posizione, rimanendo tuttavia bloccato da Girls like You dei Maroon 5 e successivamente da Thank U, Next di Ariana Grande, per poi salire alla vetta nella pubblicazione del 8 dicembre 2018, grazie a 37,2 milioni di riproduzioni in streaming, 24 000 copie digitali e 65,1 milioni di ascoltatori radiofonici, dopo aver trascorso ben diciassette settimane in top ten.
In seguito all'evento Astronomical organizzato dal rapper su Fortnite nel 2020, il brano ha registrato un aumento delle riproduzione in streaming a 14,4 milioni e delle copie pure a 4 000 nella settimana del 9 aprile 2020.

## Classifiche

### Classifiche settimanali
| Classifica (2018-20) | Posizione massima |
| -------------------- | ----------------- |
| Argentina            | 87                |
| Australia            | 6                 |
| Austria              | 29                |
| Belgio (Fiandre)     | 54                |
| Belgio (Vallonia)    | 39                |
| Canada               | 3                 |
| Costa Rica           | 9                 |
| Danimarca            | 19                |
| Estonia              | 11                |
| Francia              | 20                |
| Germania             | 43                |
| Grecia               | 3                 |
| Irlanda              | 11                |
| Islanda              | 32                |
| Italia               | 10                |
| Lettonia             | 5                 |
| Lituania             | 10                |
| Norvegia             | 22                |
| Nuova Zelanda        | 7                 |
| Paesi Bassi          | 35                |
| Portogallo           | 8                 |
| Regno Unito          | 9                 |
| Repubblica Ceca      | 20                |
| Slovacchia           | 8                 |
| Spagna               | 38                |
| Stati Uniti          | 1                 |
| Svezia               | 29                |
| Svizzera             | 17                |
| Ungheria             | 11                |

### Classifiche di fine anno
| Classifica (2018) | Posizione |
| ----------------- | --------- |
| Australia         | 48        |
| Canada            | 51        |
| Estonia           | 91        |
| Nuova Zelanda     | 48        |
| Regno Unito       | 94        |
| Stati Uniti       | 42        |
| Classifica (2019) | Posizione |
| Australia         | 25        |
| Canada            | 13        |
| Danimarca         | 97        |
| Lettonia          | 22        |
| Nuova Zelanda     | 27        |
| Portogallo        | 74        |
| Regno Unito       | 75        |
| Stati Uniti       | 9         |
| Classifica (2020) | Posizione |
| Australia         | 86        |
| Portogallo        | 57        |
| Classifica (2021) | Posizione |
| Portogallo        | 165       |

### Classifiche di fine decennio
| Classifica (2010-19) | Posizione |
| -------------------- | --------- |
| Stati Uniti          | 16        |